# Tales of the Jedi
Tales of the Jedi är serieböcker som behandlar händelser i Star Wars universumet.
Böckerna innefattar sju serier. De behandlar Det stora Sith kriget och Det stora Hyperrymd kriget. Kronologiskt är detta de näst tidigaste händelserna som finns dokumenterade om Star Wars universumet.
Serien publicerades av Dark Horse Comics.

## De sju seriena och deras olika delar
Knights of the Old Republic
- Tales of the Jedi 1: Ulic Qel-Droma and the Beast Wars of Onderon, Part 1
- Tales of the Jedi 2: Ulic Qel-Droma and the Beast Wars of Onderon, Part 2
- Tales of the Jedi 3: The Saga of Nomi Sunrider, Part 1
- Tales of the Jedi 4: The Saga of Nomi Sunrider, Part 2
- Tales of the Jedi 5: The Saga of Nomi Sunrider, Part 3

The Freedon Nadd Uprising
- Tales of the Jedi: The Freedon Nadd Uprising 1
- Tales of the Jedi: The Freedon Nadd Uprising 2: Initiates of the Sith

Dark Lords of the Sith
- Tales of the Jedi: Dark Lords of the Sith 1: Masters and Students of the Force
- Tales of the Jedi: Dark Lords of the Sith 2: The Quest for the Sith
- Tales of the Jedi: Dark Lords of the Sith 3: Descent to the Dark Side
- Tales of the Jedi: Dark Lords of the Sith 4: Death of a Dark Jedi
- Tales of the Jedi: Dark Lords of the Sith 5: Sith Secrets
- Tales of the Jedi: Dark Lords of the Sith 6: Jedi Assault

The Sith War
- Tales of the Jedi: The Sith War 1: Edge of the Whirlwind
- Tales of the Jedi: The Sith War 2: The Battle of Coruscant
- Tales of the Jedi: The Sith War 3: The Trial of Ulic Qel-Droma
- Tales of the Jedi: The Sith War 4: Jedi Holocaust
- Tales of the Jedi: The Sith War 5: Brother Against Brother
- Tales of the Jedi: The Sith War 6: Dark Lord

The Golden Age of the Sith
- Tales of the Jedi: The Golden Age of the Sith 0: Conquest and Unification
- Tales of the Jedi: The Golden Age of the Sith 1: Into the Unknown
- Tales of the Jedi: The Golden Age of the Sith 2: Funeral for a Dark Lord
- Tales of the Jedi: The Golden Age of the Sith 3: The Fabric of an Empire
- Tales of the Jedi: The Golden Age of the Sith 4: Pawns of a Sith Lord
- Tales of the Jedi: The Golden Age of the Sith 5: The Flight of Starbreaker 12

The Fall of the Sith Empire
- Tales of the Jedi: The Fall of the Sith Empire 1: Desperate Measures
- Tales of the Jedi: The Fall of the Sith Empire 2: Forces in Collision
- Tales of the Jedi: The Fall of the Sith Empire 3: First Encounter
- Tales of the Jedi: The Fall of the Sith Empire 4: The Dogs of War
- Tales of the Jedi: The Fall of the Sith Empire 5: End of an Empire

Redemption
- Tales of the Jedi: Redemption 1: A Gathering of Jedi
- Tales of the Jedi: Redemption 2: The Search for Peace
- Tales of the Jedi: Redemption 3: Homecoming
- Tales of the Jedi: Redemption 4: The Trials of a Jedi
- Tales of the Jedi: Redemption 5: Master